# Міністерство фінансів Хорватії
Міністерство фінансів Республіки Хорватії (хорв. Ministarstvo financija Republike Hrvatske) — міністерство в Уряді Хорватії, яке відповідає за державні фінанси і бюджет. Виконує адміністративні і професійні завдання, пов'язані з: 
- аналізом і прогнозом макроекономічних тенденцій, які становлять основу для визначення економічної та фіскальної політики та консолідованого бюджету держави;
- розробкою основ для фінансування державних потреб та складання проектів державного бюджету і позабюджетних користувачів та місцевих бюджетів;
- консолідацією бюджету, розробкою пропозицій системи фінансування громадських потреб та місцевих і територіальних (регіональних) органів влади;
- виконанням державного бюджету;
- плануванням ліквідності державного бюджету;
- керуванням фінансовими потоками;
- наглядом за виконанням бюджету;
- розвитком системи бюджетного обліку та фінансової звітності, веденням бухгалтерських книг державної скарбниці та підготовкою консолідованої фінансової звітності бюджету держави та бюджету хорватського уряду;
- керуванням бюджетними інвестиціями, опрацюванням звітності щодо короткострокових фінансових потреб, відстеженням балансу доходів, витрат і готівкових коштів, реєстрацією прямих і умовних зобов'язань за державним боргом, регулюванням кредитної заборгованості і здійсненням процесу випуску цінних паперів на внутрішньому і зовнішньому ринку відповідно до схваленого розрахунку фінансування держбюджету, керуванням портфелем державного боргу;
- підготовкою проектів законів і інших нормативних актів та основ для проведення переговорів в галузі фінансових відносин із зарубіжними країнами, які виникають з багатостороннього і двостороннього співробітництва та кредитної кооперації з міжнародними та регіональними фінансовими інститутами, іноземними державами та комерційними банками;
- діяльністю, обумовленою членством Хорватії в міжнародних фінансових організаціях;
- збором та обробкою даних про збиток, завданий дією стихійних лих, веденням реєстру концесії;
- розвитком, вдосконаленням і координацією політики концесій;
- внесенням пропозицій і вжиттям заходів щодо вдосконалення системи концесій;
- відстеженням реалізації закону про концесії;
- участю у процедурах і аналізом різних концесій і пропозицій приватно-державного партнерства, даванням порад і висновків щодо пропозицій договорів на умовах державно-приватного партнерства на основі бюджетних ризиків, оцінки проектів та оцінка ризиків у сфері державно-приватного партнерства в рамках міністерства відповідно до процедур розробки та реалізації державно-приватного партнерства, наданням оцінок та пропозицій щодо покращення і оздоровлення державно-приватного партнерства в рамках Міністерства;
- спостереженням за діяльністю компаній, що представляють особливий інтерес для держави;
- розробкою аналізів у процесі реструктуризації підприємств;
- відстеженням і аналізом державної допомоги, поліпшенням системи прогнозу і інтенсивності розподілу державної допомоги;
- аналізом і моніторингом економічних подій в царині фінансової системи, підготовкою і вжиттям заходів щодо вдосконалення системи кредитних установ і системи страхування вкладів, системою страхування, системою ринків капіталу, інвестиційними фондами та захистом прав інвесторів, платіжною системою і системою нагляду за фінансовими установами, наглядом за фінансовими установами відповідно до законних повноважень;
- податковою системою і податковою політикою, митною політикою та системою митного і немитного захисту, наглядом та контролем у сфері оподаткування, митних та інших державних доходів,
- іноземною валютою та зовнішньоторговельною діяльністю, організацією азартних ігор і лотерей;
- заходами щодо запобігання відмивання грошей і фінансування тероризму;
- будівництвом та утриманням прикордонних переходів.

Міністерство виконує адміністративні і професійні завдання, пов'язані зі створенням та розвитком внутрішнього фінансового контролю в державному секторі на національному та місцевому рівнях. Міністерство здійснює фінансове управління децентралізованої системи реалізації допомоги ЄС для Республіки Хорватія.

## Список міністрів
| Міністр           | Партія       | Початок строку повноважень | Кінець строку повноважень |
| ----------------- | ------------ | -------------------------- | ------------------------- |
| Маріян Ханжекович | ХДС          | 25 липня 1990              | 17 липня 1991             |
| Йозо Мартинович   | Безпартійний | 31 липня 1991              | 12 серпня 1992            |
| Зоран Яшич        | ХДС          | 12 серпня 1992             | 7 липня 1994              |
| Божо Прка         | ХДС          | 7 липня 1994               | 11 вересня 1997           |
| Борислав Шкеґро   | ХДС          | 11 вересня 1997            | 27 січня 2000             |
| Мато Црквенац     | СДП          | 27 січня 2000              | 23 грудня 2003            |
| Іван Шукер        | ХДС          | 23 грудня 2003             | 29 грудня 2010            |
| Мартіна Далич     | ХДС          | 29 грудня 2010             | 23 грудня 2011            |
| Славко Лінич      | СДП          | 23 грудня 2011             | 14 травня 2014            |
| Борис Лаловац     | СДП          | 14 травня 2014             | 22 січня 2016             |
| Здравко Марич     | Незалежний   | 22 січня 2016              | 15 липня 2022             |
| Марко Приморац    | Незалежний   | 15 липня 2022              | Нині чинний               |